# Borgmästarkvarnen

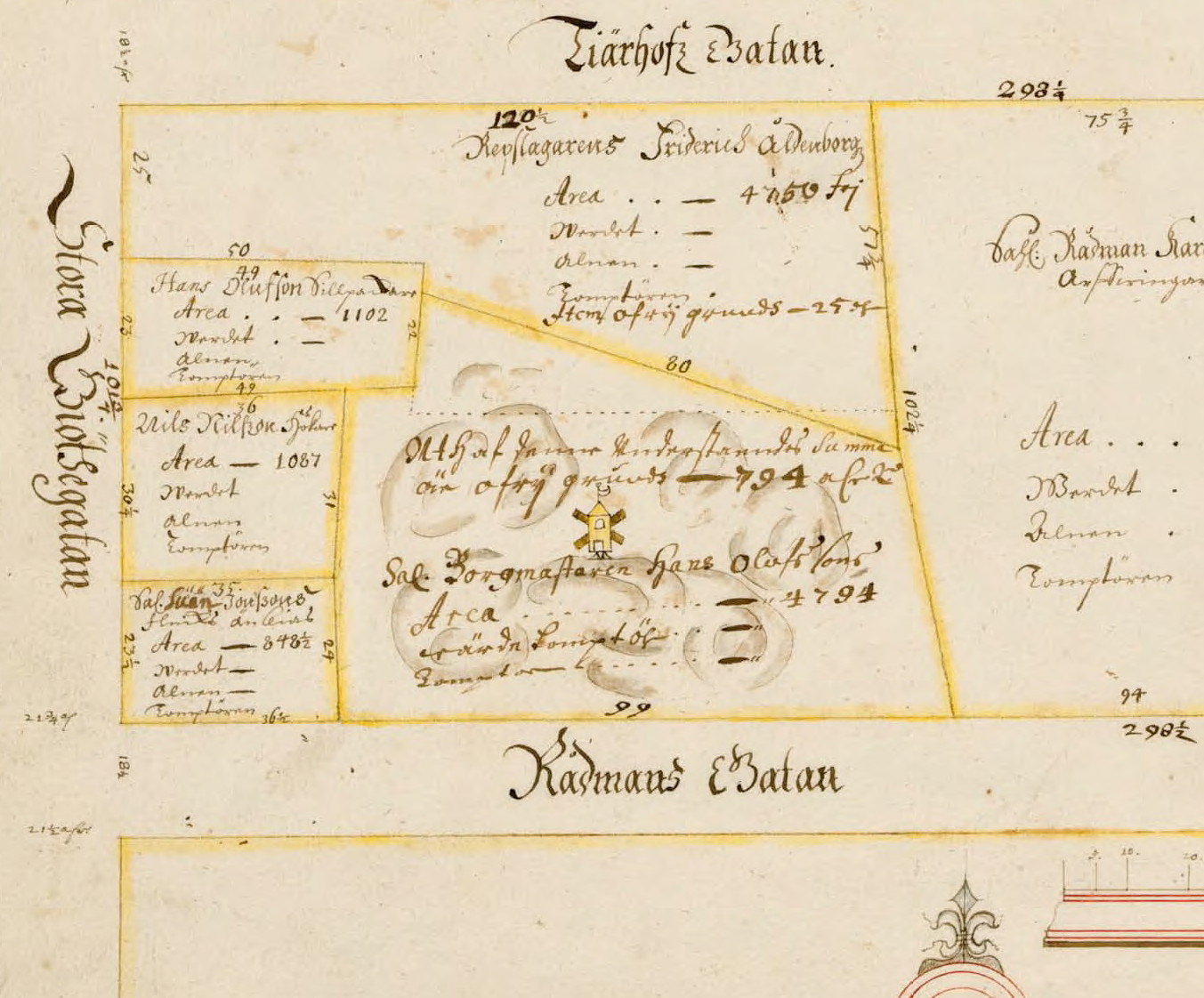
Kvarnen i Holms tomtbok, 1674.

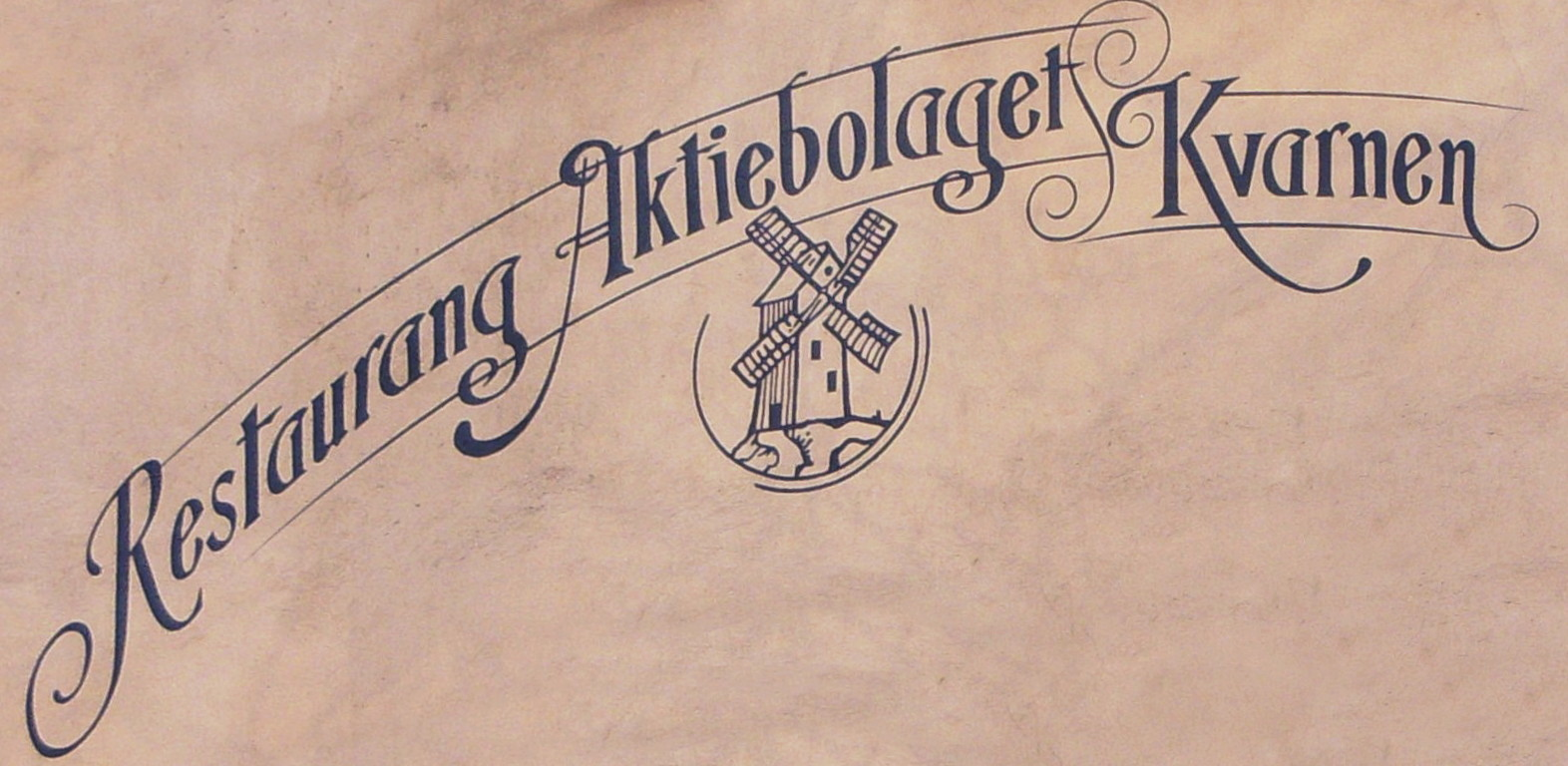
Restaurang "Kvarnens" fasadmålning.

Borgmästarkvarnen var en väderkvarn på Södermalm i Stockholm. Kvarnen är känd från 1600-talet och fram till 1860-talet. Restaurang Kvarnen vid Tjärhovsgatan är troligen uppkallad efter den gamla Borgmästarkvarnen.

## Historik
Borgmästarkvarnen är uppkallad efter rådmannen och borgmästaren Hans Olofsson Törne (död 1671). Han ägde en tomt och en kvarn i kvarteret Gråberget, som har kvar till namn sedan 1600-tale och hör till de äldsta på Södermalm. Kvarnen var en stolpkvarn från 1600-talet och är inritad på Holms tomtbok från 1674. Då var Olofsson död, varför det står ”Sal. (salige) Borgmästaren Hans Olofssons”.  Kvarnen finns även med på Petrus Tillaeus karta från 1733, där den kallas ”Borgmästar qu:”. 
Kvarnen var fortfarande känd år 1863 men försvann någon gång därefter. På Heinrich Neuhaus’ Stockholmspanorama från 1870-talet finn den ej längre kvar. På platsen uppfördes 1876 ”Stockholms södra jäsfabrik” och senare Hotell Malmen (invigd 1951). Sedan den välkända Källaren Hamburg vid Götgatan i oktober 1908 stängdes för rivning övertog restaurang ”Grå Kvarn” (numera restaurang Kvarnen) utskänkningstillståndet. Restaurang Kvarnen ligger vid Tjärhovsgatan och har troligen fått sitt namn efter den gamla Borgmästarkvarnen.